# Tro-Bro Léon 2019
La Tro-Bro Léon 2019, trentaseiesima edizione della corsa e valevole come evento dell'UCI Europe Tour 2019 categoria 1.1, si svolse il 22 aprile 2019 su un percorso di 205,4 km, con partenza da Plouguerneau e arrivo a Lannilis, in Francia. La vittoria fu appannaggio dell'italiano Andrea Vendrame, il quale completò il percorso in 5h00'20", alla media di 41,034 km/h, precedendo il belga Baptiste Planckaert e il danese Emil Vinjebo.
Sul traguardo di Lannilis 88 ciclisti, su 132 partiti da Plouguerneau, portarono a termine la competizione.

## Squadre e corridori partecipanti
| N.    | Cod. | Squadra                       |
| ----- | ---- | ----------------------------- |
| 1-7   | COF  | Cofidis, Solutions Crédits    |
| 11-17 | ALM  | AG2R La Mondiale              |
| 21-27 | GFC  | Groupama-FDJ                  |
| 32-37 | ANS  | Androni Giocattoli-Sidermec   |
| 41-47 | DMP  | Delko Marseille Provence      |
| 51-57 | TDE  | Total Direct Énergie          |
| 61-66 | EUS  | Euskadi Basque Country-Murias |
| 71-77 | ICA  | Israel Cycling Academy        |
| 81-87 | RIW  | Riwal Readynez Cycling Team   |
| 91-97 | PCB  | Team Arkéa-Samsic             |

| N.      | Cod. | Squadra                         |
| ------- | ---- | ------------------------------- |
| 101-107 | VCB  | Vital Concept-B&B Hotels        |
| 111-117 | WVA  | Wallonie Bruxelles              |
| 121-126 | WGG  | Wanty-Gobert Cycling Team       |
| 131-137 | EVO  | EvoPro Racing                   |
| 141-147 | IPC  | Interpro Cycling Academy        |
| 151-157 | MGT  | Madison Genesis                 |
| 161-167 | NRL  | Natura4Ever-Roubaix-Lille Métr. |
| 171-177 | AUB  | St Michel-Auber 93              |
| 181-187 | TIS  | Tarteletto-Isorex               |
| 191-197 | DHB  | Canyon dhb p/b Bloor Homes      |

## Ordine d'arrivo (Top 10)
| Pos. | Corridore           | Squadra  | Tempo    |
| ---- | ------------------- | -------- | -------- |
| 1    | Andrea Vendrame     | Androni  | 5h00'20" |
| 2    | Baptiste Planckaert | Wallonie | s.t.     |
| 3    | Emil Vinjebo        | Riwal    | s.t.     |
| 4    | Romain Hardy        | Arkéa    | s.t.     |
| 5    | Lilian Calmejane    | Direct   | s.t.     |
| 6    | Marc Sarreau        | Groupama | s.t.     |
| 7    | Mickaël Delage      | Groupama | s.t.     |
| 8    | Kévin Le Cunff      | Auber 93 | s.t.     |
| 9    | Anthony Delaplace   | Arkéa    | s.t.     |
| 10   | Frederik Backaert   | Wanty    | a 3"     |